# Forenzična sociolingvistika
Forenzična sociolingvistika je veja jezikoslovja, ki preučuje povezavo med jezikom in družbo v kontekstu forenzičnih postopkov. Je opisna študija, ki preučuje vpliv različnih družbenih dejavnikov (norme, kultura, pričakovanja, kontekst) na uporabo jezika. Iz posameznikove rabe jezika je lahko razviden tudi geografski izvor, spol, starost, etnična pripadnost, stopnja izobrazbe in družbeni status, kar se uporablja pri iskanju osumljencev in zbiranju dokazov.

## Socialni dejavniki[1]
Način uporabe jezika se spreminja glede na situacijo; pri sestankih, razgovorih in drugih formalnih dogodkih bo posameznik uporabljal formalen, čustveno oddaljen način izražanja, v neformalnih situacijah, kot je druženje s prijatelji, pa se bo izražal veliko bolj sproščeno, neformalno, njegov jezik bo čustveno obarvan. Tako se primernost določenega jezikovnega izražanja razlikuje glede na situacijo, družba pa nas že v otroštvu nauči, kakšno obnašanje je ustrezno.
Pri analizi pogovora so najpomembnejši štirje dejavniki:
- Sodelujoči: kdo sodeluje v pogovoru?
- Okolje: kje se odvija pogovor?
- Tema: o čem se pogovarjajo?
- Funkcija: Zakaj se pogovarjajo?

## Razlike v jeziku
Razlike v uporabi jezika lahko izhajajo iz genetsko pogojenih značilnosti, lahko pa nastanejo kot posledica vzgoje in različnih družbenih dejavnikov. Razumevanje vpliva družbenih dejavnikov forenzičnim lingvistom omogoča lažjo analizo dokumentov in besedil.
Razlike v jeziku je mogoče najti med:
- spoloma,
- različnimi starostnimi skupinami,
- ljudmi z različno stopnjo izobrazbe,
- ljudmi z različnim geografskim poreklom.

### Spol
Znanstveniki so ugotovili, da se pri moških in ženskah aktivirajo različni deli možganov pri uporabi jezika, kar se odraža v drugačnem načinu sporazumevanja. Razlike med spoloma obstajajo v pisni in besedni komunikaciji.
V govorjenem besedilu lažje prepoznamo spol govorca. V nekaterih jezikih določene končnice v besedilu nakazujejo avtorjev spol, npr. v slovenščini je spol možno prepoznati s pomočjo glagolskih oblik. Ker pa vsi jeziki ne vsebujejo teh elementov, se morajo zanašati na druge dejavnike: lingvisti so npr. pri govorcih angleščine ugotovili, da ženske pogosteje uporabljajo končnico -ing, moški pa končnico -in. Ker pa uporaba končnic ni vezana na spol, prav tako pa vsi pripadniki istega spola jezika ne bodo uporabljali na enak način, je treba upoštevati tudi druge dejavnike. Moški načeloma pišejo daljša besedila, delajo pa več slovničnih napak kakor ženske. V besedila vnašajo primere iz športa, prisotno je tudi namigovanje na spolnost. Uporabljajo več številčnih besed (tri, deset, sto), značilno za njih je tudi neposredno izražanje mnenja. Ženske uporabljajo več glagolov, povedi so krajše, nekatere besede večkrat ponovijo. Rade uporabljajo osebne in svojilne zaimke (jaz, moja), sklicujejo se na čustva, dajejo poklone in uporabljajo vljudnostne fraze. Načeloma izogibajo konfliktom, moški pa uporabljajo bolj odločen, samozavestni jezik.

### Starost
Človeški glas se s staranjem spreminja, zato je dober pokazatelj starosti govorca, saj je npr. glas odraslega moškega zelo drugačen od glasu majhnega otroka. Drugi dejavniki, ki nakazujejo starost govorca so izgovorjava, slovnica in besedni zaklad.V jeziku starejših lahko torej najdemo arhaizme, mlajši pisci pa uporabljajo sleng. Mlajši so bolj seznanjeni s sodobno tehnologijo, zato za tehnične proizvode uporabljajo pravilne izraze, medtem ko starejši raje uporabljajo bolj poenostavljene in opisne izraze. Indic starosti lahko predstavljajo tudi omembe določenih oglasov, izdelkov in na primer popularnih glasbenih skupin. 

### Narodnost
Največji pokazatelj narodnosti je naglas; govorci istega jezika imajo lahko glede na regijo, v kateri živijo, ali na državo izvora različen naglas.
Naglas pa ne pokaže le narodnosti govorca, temveč tudi, iz katerega mesta ali regije izhaja; posamezne besede in izrazi so v določenih krajih bolj v rabi kot drugje. Naglašanje in uporaba jezika v določenih primerih lahko nakaže tudi raso govorca, npr. »črnska angleščina«.
Vprašanje, kako dobro avtor sporočila obvlada jezik, v Sloveniji mogoče ne pride toliko do izraza kot na primer v angleško govorečih državah, a v času globalizacije to vprašanje postaja vse bolj relevantno. Pri uporabi tujega jezika zelo težko prevajati slengovske besede in idiome. Zaradi razlik, ki se pojavljajo v pravilih slovnice, avtorji, ki uporabljajo tuji jezik, velikokrat stavke prevajajo dobesedno. Lahko se tudi zgodi, da delajo več značilnih pravopisnih in slovničnih napak.

### Izobrazba
Izobrazba govorca/pisca se lahko razbere iz strukture stavkov kot tudi iz uporabe določenih (bolj zapletenih) besed oz. besednih zvez. Če je v tekstu, poleg pravilne ali celo preﬁnjene uporabe jezika, moč najti tudi kakšne strokovne termine (na primer navtične), sklicevanje na biblijske junake itd., lahko lingvist sklepa tudi o piščevem poklicu, njegovih interesih, o verski orientaciji ipd. Govorci z višjo izobrazbo v povprečju uporabljajo knjižni jezik, medtem ko govorci z nižjo izobrazbo večinoma uporabljajo sleng in pri določenih besedah izpuščajo črke in končnice.